# Harald Wallin
Johan Harald Alfred Wallin (Göteborg, 27 februari 1887 – Göteborg, 16 juni 1946) was een Zweeds zeiler.
Wallin won tijdens de Olympische Zomerspelen 1908 in het Britse Londen de zilveren medaille in de 8 meter klasse. Vier jaar later won Wallin tijdens de Olympische Zomerspelen 1912 in eigen land samen met zijn ploeggenoten de gouden medaille in de 10 meter klasse.

## Olympische Zomerspelen
| Jaar | Plaats    | Resultaten      |
| ---- | --------- | --------------- |
| 1908 | Londen    | 8 meter klasse  |
| 1912 | Stockholm | 10 meter klasse |

1912: Filip Ericsson / Carl Hellström / Paul Isberg / Humbert Lundén / Herman Nyberg / Harry Rosenswärd / Erik Wallerius / Harald Wallin ·
1920 (model 1907): Erik Herseth / Sigurd Holter / Gunnar Jamvold / Petter Jamvold / Claus Juell / Ingar Nielsen / Ole Sørensen ·
1920 (model 1919): Charles Arentz / Otto Falkenberg / Robert Giertsen / Willy Gilbert / Halfdan Schjøtt / Trygve Schjøtt / Arne Sejersted